# Keysoe Row
Keysoe Row – osada w Anglii, w hrabstwie ceremonialnym Bedfordshire, w dystrykcie (unitary authority) Bedford. Leży 12 km na północ od centrum miasta Bedford i 84 km na północ od centrum Londynu.